# 2024-es angol labdarúgó-ligakupa-döntő
A 2023–24-es EFL Cup döntőjét 2024. február 25-én a londoni Wembley Stadionban játszotta a Chelsea és a Liverpool. A Liverpool 1–0-ra nyert, ezzel tizedik alkalommal hódította el a kupát.

## Út a döntőbe
| Chelsea                | Chelsea        | Forduló      | Liverpool       | Liverpool    |
| ---------------------- | -------------- | ------------ | --------------- | ------------ |
|                        |                |              |                 |              |
| Ellenfél               | Eredmény       |              | Ellenfél        | Eredmény     |
| Wimbledon              | 2–1            | Második kör  | Nem játszott    | Nem játszott |
| Brighton & Hove Albion | 1–0            | Harmadik kör | Leicester City  | 3–1          |
| Blackburn Rovers       | 2–0            | Negyedik kör | Bournemouth     | 2–1          |
| Newcastle United       | 1–1 (ti.: 4–2) | Negyeddöntő  | West Ham United | 5–1          |
| Middlesbrough          | 0–1, 6–1       | Elődöntő     | Fulham          | 2–1, 1–1     |

## A mérkőzés

### Összeállítások
| 2024. február 25. 15:00 GMT |

| Chelsea | 0–1 (h. u.)                 | Liverpool     |
| ------- | --------------------------- | ------------- |
|         | (0–0, 0–0, 0–0) Jegyzőkönyv | Van Dijk 118' |

| Wembley Stadion, London Nézőszám: 88 868 Játékvezető: Chris Kavanagh |

| Chelsea | Liverpool |

| GK                  | 28 | Đorđe Petrović     |        |      |
| RB                  | 27 | Malo Gusto         |        |      |
| CB                  | 2  | Axel Disasi        |        |      |
| CB                  | 26 | Levi Colwill       |        |      |
| LB                  | 21 | Ben Chilwell       | 45+3'  | 113' |
| CM                  | 25 | Moisés Caicedo     |        |      |
| CM                  | 8  | Enzo Fernández     |        |      |
| RW                  | 20 | Cole Palmer        | 120+2' |      |
| AM                  | 23 | Conor Gallagher    |        | 97'  |
| LW                  | 7  | Raheem Sterling    |        | 67'  |
| CF                  | 15 | Nicolas Jackson    |        | 90'  |
| Cserék:             |    |                    |        |      |
| GK                  | 1  | Robert Sánchez     |        |      |
| GK                  | 13 | Marcus Bettinelli  |        |      |
| DF                  | 14 | Trevoh Chalobah    |        | 113' |
| DF                  | 42 | Alfie Gilchrist    |        |      |
| MF                  | 49 | Jimi Tauriainen    |        |      |
| MF                  | 56 | Billy Gee          |        |      |
| FW                  | 10 | Mihajlo Mudrik     |        | 90'  |
| FW                  | 11 | Noni Madueke       |        | 97'  |
| FW                  | 18 | Christopher Nkunku |        | 67'  |
| Menedzser:          |    |                    |        |      |
| Mauricio Pochettino |    |                    |        |      |

| GK           | 62 | Caoimhín Kelleher       |        |      |
| RB           | 84 | Conor Bradley           | 45+3'  | 72'  |
| CB           | 5  | Ibrahima Konaté         | 82'    | 106' |
| CB           | 4  | Virgil van Dijk         |        |      |
| LB           | 26 | Andrew Robertson        |        | 87'  |
| CM           | 10 | Alexis Mac Allister     | 81'    | 87'  |
| CM           | 3  | Endó Vataru             |        |      |
| CM           | 38 | Ryan Gravenberch        |        | 28'  |
| RW           | 19 | Harvey Elliott          |        |      |
| CF           | 18 | Cody Gakpo              |        | 87'  |
| LW           | 7  | Luis Díaz               |        |      |
| Cserék:      |    |                         |        |      |
| GK           | 13 | Adrián                  |        |      |
| DF           | 2  | Joe Gomez               | 120+3' | 28'  |
| DF           | 21 | Konsztandínosz Cimíkasz |        | 87'  |
| DF           | 78 | Jarell Quansah          |        | 106' |
| MF           | 53 | James McConnell         | 107'   | 87'  |
| MF           | 67 | Lewis Koumas            |        |      |
| MF           | 98 | Trey Nyoni              |        |      |
| FW           | 42 | Bobby Clark             |        | 72'  |
| FW           | 76 | Jayden Danns            |        | 87'  |
| Menedzser:   |    |                         |        |      |
| Jürgen Klopp |    |                         |        |      |

| A mérkőzés játékosa: Virgil van Dijk (Liverpool) Asszisztensek: Mark Scholes James Mainwaring Negyedik játékvezető: Tim Robinson Tartalék játékvezető: Wade Smith Videobírók: John Brooks Marc Perry | Szabályok - 90 perc játékidő. - 30 perc hosszabbítás döntetlen esetén. - Ha ekkor sincs döntés, akkor tizenegyesek következnek. - Kilenc cserejátékos nevezhető. - Öt játékos cserélhető, a hosszabbításban még egy cserelehetősége van mindkét csapatnak. A cserékre három alkalommal van lehetőség, amelybe nem számít bele a félidő, a hosszabbítás előtti szünet és a hosszabbítás félideje. |

## Statisztika
| Statisztika            | Chelsea | Liverpool |
| ---------------------- | ------- | --------- |
| Gólok                  | 0       | 1         |
| Labdabirtoklás         | 46%     | 54%       |
| Lövések                | 19      | 24        |
| Kaput eltaláló lövések | 9       | 11        |
| Szabálytalanság        | 14      | 21        |
| Sárga lapok            | 2       | 5         |
| Lesek                  | 3       | 2         |
| Szögletek              | 6       | 5         |